# Juan de Arratia
Juan de Arratia (Bilbao, c. 1502) fue un marino español del siglo XVI, uno de los supervivientes de la expedición de Magallanes y Elcano.

## Biografía
Estaba embarcado en la nao Victoria en calidad de grumete, una de las cinco naves de la expedición de Magallanes que partieron en la búsqueda de las islas de las especias. Acompañó a Juan Sebastián Elcano en su viaje de retorno, cuando este dio por primera vez la vuelta al mundo. Fue uno de los dieciocho supervivientes, que desembarcó en Sanlúcar de Barrameda el 7 de septiembre de 1522, tras dos años y 351 días de viaje.
Juan de Arratia y Juan de Zubileta fueron los dos únicos navegantes que dieron la vuelta al mundo por primera vez en la misma nave, sin cambiar en las otras cuatro de la Armada y sin desfallecer un solo momento. El mismo Juan Sebastián Elcano cambió de embarcación en varias ocasiones. En realidad se puede decir que en la nave Victoria solo hubo dos supervivientes.